# Christophe Kempé
Pour les articles homonymes, voir Kempe.
Christophe Kempé, né le 2 mai 1975 à Aubervilliers, est un ancien joueur de handball français, évoluant au poste de pivot. Avec l'équipe de France, il est champion d'Europe 2006, champion olympique 2008 et champion du monde 2009. En club, il a passé la majeure partie de sa carrière à Fenix Toulouse Handball.

## Palmarès

### Club
- Vainqueur de la Coupe de France en 1998
  - Finaliste en 1999

### Équipe de France
Jeux olympiques
- Médaillé d'or aux Jeux olympiques de 2008 en  Chine

Championnats du monde
- Médaillé de bronze au Championnat du monde 2003 en  Portugal
- Médaillé de bronze au Championnat du monde 2005 en  Tunisie
- 4e du Championnat du monde 2007 en  Allemagne
- Médaillé d'or au Championnat du monde 2009 en Croatie

Championnats d'Europe
- 6e au Championnat d'Europe 2004 en Slovénie
- Médaille d'or en Championnat d'Europe 2006 en  Suisse
- Médaille de bronze en Championnat d'Europe 2008 en  Norvège

## Distinction
- Chevalier de la Légion d'honneur en 2008[1]